# ブランドン・ブラウン (レーサー)
ブランドン・ブラウン（Brandon L. Brown、1993年9月14日 - ）は、アメリカ合衆国のプロストックカーレーサーである。

## スポンサー
コースタルカロライナ大学とトヨタ自動車は、彼の主要スポンサーである。